# HMS Fortune (H70)
Lo HMS Fortune è stato uno dei nove cacciatorpediniere appartenenti alla classe F della Royal Navy. Assegnato alla Home Fleet al completamento, fu poi distaccato alla Mediterranean Fleet per le operazioni di embargo nel corso della guerra civile spagnola. Diverse settimane dopo l'inizio della seconda guerra mondiale contribuì ad affondare un sommergibile tedesco, venendo poi impegnato in compiti di scorta alle unità maggiori della flotta e svolgendo un ruolo minore nella campagna norvegese del 1940. Fu in seguito inviato a Gibilterra a metà 1940 nei ranghi della Force H: fu così presente alla battaglia di Dakar e alla difesa di numerosi convogli diretti a Malta nel 1940-41, ma rimase gravemente danneggiato a metà 1941 da bombardieri italiani.
Ripreso servizio dopo le riparazioni, rientrò brevemente nella Mediterranean Fleet e quindi transitò all'Eastern Fleet nell'Oceano Indiano nei primi mesi del 1942. Assegnato alla difesa di una portaerei durante la battaglia del Madagascar, passò poi a vigilare sulle rotte dei convogli sino all'inizio del 1943 e in febbraio tornò in Gran Bretagna, dove fu convertito in cacciatorpediniere di scorta. Fu perciò trasferito alla Royal Canadian Navy a metà anno e ribattezzato HMCS Saskatchewan. L'anno successivo fece da scorta ai convogli nel Nord Atlantico prima di essere trasferito ai convogli della Manica per scortarli durante lo sbarco in Normandia; in luglio impegnò inoltre alcune motovedette tedesche, subendo danni leggeri che però lo costrinsero a tornare in Canada: non fece ritorno nel Regno Unito fino al gennaio 1945. Riprese le sue precedenti funzioni fino alla fine della guerra e poi fu assegnato alla scorta dei convogli che rimpatriavano le truppe in Canada per diversi mesi. Ritenuto superfluo, il Saskatchewan fu venduto nei primi mesi del 1946 per essere demolito.

## Caratteristiche
Il Fortune manteneva le caratteristiche tipiche della classe F. Dislocava 1 428 tonnellate standard e 1 970 tonnellate a pieno carico; presentava una lunghezza fuori tutto di 100,30 metri, una larghezza massima di 10,10 metri e un pescaggio di 3,81 metri. L'apparato motore era formato da tre caldaie Admiralty che fornivano vapore sotto pressione a due turbine Brown-Curtis: a ciascuna era vincolato un albero dotato di elica. Nel complesso era erogata una potenza totale di 36 000 shp, sufficienti per raggiungere una velocità massima di 35,5 nodi. La scorta di carburante era rappresentata da 480 tonnellate di olio combustibile e consentiva un'autonomia di 6 350 miglia alla velocità di 15 nodi. L'equipaggio riuniva 145 uomini fra marinai e ufficiali.
La nave era stata armata con quattro cannoni QF Mark IX da 120 mm in altrettante torrette, designate da prua a poppa "A", "B", "X", e "Y". Come ulteriore dotazione antinave furono aggiunti due complessi quadrinati di lanciasiluri che impiegavano l'ordigno Mk VIII da 533 mm, mentre la difesa antiaerea si avvaleva di due impianti quadrinati Mark I di mitragliatrici pesanti Vickers Mark III da 12,7 mm. Vennero infine montati due lanciatori di bombe di profondità serviti da una rotaia sulla quale erano fatti scorrere gli ordigni: inizialmente la scorta era di venti bombe, ma fu aumentata a trentacinque poco dopo l'inizio della seconda guerra mondiale.

## Servizio operativo

### Varo e primi anni
Il Fortune, la 23ª nave a portare questo nome nella Royal Navy, fu impostato dall'azienda John Brown & Company nel cantiere navale di Clydebank il 27 luglio 1933. Fu varata il 29 agosto 1934 e completata il 27 aprile 1935 a un costo complessivo di 247 564 sterline, escluse le attrezzature fornite dal governo (ad esempio l'armamento. Alle prove in mare superò di poco la velocità di progetto e subito dopo fu assegnato alla 6ª Flottiglia cacciatorpediniere della Home Fleet; nel 1937 fu distaccato alla Mediterranean Fleet allo scopo di rinforzare l'embargo imposto a entrambi gli schieramenti impegnati nella guerra civile spagnola. La 6ª Flottiglia fu ribattezzata 8ª nell'aprile 1939.

### 1939-1940
Nei primi giorni della seconda guerra mondiale un paio di pescherecci furono affondati da un sommergibile al largo delle Ebridi: la alla 6ª e 8ª Flottiglia ebbero perciò ordine di pattugliare l'area dal 19 settembre. Il giorno seguente il Fortune e tre unità della stessa classe affondarono lo U-27, quindi ripresero i loro normali compiti di scorta. Nel febbraio 1940 il Fortune partecipò alla difesa del convoglio TC 3 che trasportava truppe dal Canada al Regno Unito. Il 20 marzo, impegnato a scortare unità della Home Fleet a nord-ovest delle Shetland, ingaggiò battaglia con il sommergibile U-44 e pare che lo affondò, sebbene ricerche successive abbiano suggerito che il battello, più verosimilmente, sia rimasto vittima di un campo minato che era stato posato da altri cacciatorpediniere britannici il 13 marzo.
Il 9 aprile la Germania nazista dette avvio all'invasione della Norvegia, alla quale la Royal Navy rispose con l'invio di nutrite forze; nel corso delle operazioni il Fortune ricoprì un ruolo minore, assegnato alla difesa della petroliera War Pindari, che si trovava a Namsos dal 15 aprile. Il 25 aprile traghettò parte del 2º Battaglione, South Wales Borderers a Bogen e a Lenvik, quindi sullo scorcio del mese accompagnò le portaerei HMS Ark Royal, HMS Glorious e la nave da battaglia HMS Valiant al largo delle coste della Norvegia. Ai primi di maggio affiancò due incrociatori che stavano trasportando truppe nel quadro della preventiva invasione dell'Islanda e, in agosto, entrò nei ranghi della 4ª Flottiglia cacciatorpediniere: il 10 agosto il Fortune si rese protagonista del salvataggio dei naufraghi dell'incrociatore ausiliario RMS Transylvania, vittima di un sommergibile tedesco. Assegnato allo schermo di un convoglio diretto a Gibilterra, il 28 fu trasferito alla Force H di stanza nell'importante base britannica.

### 1940-1941
Il Fortune fu subito schierato per l'operazione Hats, tesa a recare rifornimenti e armi a Malta, in difesa delle portaerei HMS Argus e Ark Royal che dovevano lanciare un gruppo di caccia sull'isola. Il 13 settembre la Force H s'incontrò con un convoglio che trasportava truppe destinate a conquistare Dakar, allora sotto controllo del governo di Vichy: il 23 lo sbarco ebbe luogo senza particolari problemi e il Fortune affondò il sommergibile Ajax il giorno seguente, traendo in salvo 76 membri dell'equipaggio. Nel corso di novembre il Fortune fu impegnato nella scorta delle portaerei della squadra, intensivamente utilizzate per le operazioni Coat e White; durante la prima operazione il Fortune funse anche da conduttore per Force F diretta a Malta, ponendosi in testa alle altre navi e operando come dragamine veloce grazie all'apparecchiatura TSDS (Two Speed Destroyer Sweep) di bordo. Grazie a questo sistema di cavi e galleggianti, gli esemplari della classe F erano capaci di rimuovere o segnalare mine navali.
All'inizio del gennaio 1941 fu presente all'operazione Excess e in aprile, assieme ad altri quattro cacciatorpediniere, scortò l'incrociatore leggero HMS Sheffield, l'incrociatore da battaglia HMS Renown e la Ark Royal nell'operazione Winch, pensata per far pervenire ai difensori di Malta una dozzina di caccia Hawker Hurricane Malta. Rientrato a Gibilterra, il Fortune fu privato dei tubi lanciasiluri posteriori per fare spazio a un cannone antiaereo QF 12 cwt da 76 mm; il 24 aprile tornò in azione con il resto della Force H per coprire la portaerei Argus, che trasportava ulteriori caccia Hurricane a Malta, e alcune unità della 5ª Flottiglia cacciatorpediniere (operazione Dunlop). A inizio maggio formò con altri cinque cacciatorpediniere la scorta ravvicinata della nave da battaglia HMS Queen Elizabeth e degli incrociatori leggeri HMS Naiad, HMS Fiji e HMS Gloucester, da poco unitisi alla Mediterranean Fleet in vista della vasta operazione Tiger, l'invio ad Alessandria d'Egitto di un numeroso carico di rifornimenti e carri armati, nonché delle navi da guerra appena giunte nel teatro del Mediterraneo per Alessandria e il trasferimento delle navi da battaglia. Nonostante gli equipaggiamenti da sminamento, il Fortune e le unità sorelle non riuscirono a localizzare tutti i campi minati e un mercantile saltò in aria lungo la rotta; un secondo cargo rimase gravemente danneggiato e dovette ripiegare. Il 10 maggio il Fortune stava tornando a Gibilterra quando un gruppo di aerei italiani piombò sulle navi britanniche: il Fortune fu preso di mira e una bomba da 230 chili scoppiò vicino allo scafo. L'onda d'urto causò una falla dalla quale l'acqua si ingolfò, i motori furono messi fuori uso, gli alberi motore e di trasmissione furono leggermente piegati; l'equipaggio si dedicò allora a gettare in mare tutto il peso superfluo (circa 8 200 chili) e la nave poté ripartire alla modesta velocità di 12 nodi (22 km/h) verso Gibilterra, dove ricevette riparazioni temporanee. Il Fortune proseguì quindi sino al Chatham Royal Dockyard per un raddobbo completo, che si concluse a novembre.
Il Fortune poté riprendere il proprio posto a Gibilterra quello stesso mese, ma continuò ad accusare noie meccaniche che ne limitarono il servizio a compiti locali fino al febbraio 1942: il 9, infatti, fu assegnato di scorta all'incrociatore leggero HMS Cleopatra in partenza per Malta. Salpò poi dall'isola assieme all'incrociatore e a un convoglio, arrivando il 17 ad Alessandria; riassegnato alla 2ª Flottiglia cacciatorpediniere della Eastern Fleet, ripartì subito con destinazione la base militare di Trincomalee, sull'isola di Ceylon, che toccò il 7 marzo. L'ammiraglio James Somerville, comandante della flotta, l'assegnò alla protezione delle lente unità della Force B nel quadro della febbrile riorganizzazione in atto: il rischio che la Marina imperiale giapponese penetrasse nell'Oceano Indiano era concreto, dopo le rapide vittorie nipponiche nel Pacifico occidentale e nel Sud-est asiatico. Il 4 aprile il Fortune salvò 88 sopravvissuti dalla nave da carico Glenshiel, quindi in maggio ricevette ordine di tornare nel Mediterraneo dove stava per scattare l'ambiziosa operazione Vigorous, ennesimo sforzo britannico per mantenere la piazzaforte di Malta. In piena estate il Fortune poté tornare alle dipendenze della Eastern Fleet e, inserito nella 12ª Flottiglia cacciatorpediniere, vigilò sulla portaerei HMS Illustrious durante l'intervento alleato in Madagascar (settembre). Per il resto del 1942 e le prime settimane del 1943, il cacciatorpediniere fu impegnato a scortare i convogli che solcavano l'Oceano Indiano; a febbraio fu richiamato in Gran Bretagna per essere convertito in cacciatorpediniere di scorta.

### HMCSSaskatchewan
Il processo di trasformazione durò dal febbraio al maggio 1943. Per prima cosa fu montato un radar di ricerca di superficie a corto raggio Type 286 e fu poi installato un radar di rilevazione bersagli Type 271 sopra la plancia, sostituendo l'apparecchio di punteria generale ottico e il telemetro; fu poi aggiunto un radiogoniometro HF/DF sull'albero maestro. La difesa contraerea sulle brevi distanze fu incrementata da quattro cannoni Oerlikon da 20 mm, più altri due che andarono a sostituire le ormai superate Vickers da 12,7 mm; infine, ai lati della torre di prua, furono inchivardati due Porcospino anti-sommergibile, per i quali era caricata una scorta di 70 bombe di profondità. Queste modifiche fecero aumentare il dislocamento e, pertanto, fu necessario rimuovere la torre con il pezzo da 120 mm di poppa, il cannone antiaereo da 76,2 mm e tutto l'equipaggiamento di sminamento.
Al termine della conversione il Fortune fu trasferito alla Royal Canadian Navy il 31 maggio e fu ribattezzato Saskatchewan: la consegna effettiva avvenne il 15 giugno 1943. L'unità fu aggregata all'Escort Group C3, rispondente alla Mid-Ocean Escort Force, come nave ammiraglia della formazione e fece base nel porto di Londonderry. Nel maggio 1944 il Saskatchewan passò al 12th Escort Group nel maggio 1944 e, in estate, fu incaricato più particolarmente di pattugliare l'ingresso occidentale de La Manica dopo lo sbarco in Normandia allo scopo di sventare possibili attacchi dei sommergibili tedeschi provenienti dall'Oceano Atlantico.
Insieme ai cacciatorpediniere Qu'Appelle, HMCS Skeena e Restigouche attaccò tre motovedette tedesche fuori Brest nella notte del 5-6 luglio, contribuendo all'affondamento della V715. Il Sasketchewan accusò danni superficiali durante lo scontro, nonché un morto e quattro feriti. Dopo l'intenso servizio fu rinviato in Canada, arrivò ad Halifax il 6 agosto e fu sottoposto una generale revisione nei cantieri navali di Shelburne, ove rimase fino a novembre. Ulteriori lavori si rivelarono comunque necessari e il Saskatchewan dovette fare tappa anche a St. John, Terranova: poté tornare nel Regno Unito solo nel gennaio 1945. Fu assegnata dapprima al 14th Escort Group e poi all'11th Escort Group: il 9 maggio, alla conclusione del conflitto mondiale, contribuì al rimpatrio delle truppe canadesi che avevano combattuto in Europa, arrivando il 30; nei mesi seguenti compì altri quattro viaggi tra St. John e Québec prima di essere dichiarato in sovrappiù il 23 settembre. Il Sasketchewan fu disarmato a partire dal 28 gennaio 1946 presso Sydney, in Canada, e lo scafo fu venduto lo stesso anno all'International Iron & Metal Co., che si occupò della demolizione.

## Campana della nave
La campana della Saskatchewan si trova attualmente presso il Museo Militare di Vancouver Island a Nanaimo, Columbia Britannica.